# 201 (число)
Вижте пояснителната страница за други значения на 201.
201 (двеста и един) е естествено, цяло число, следващо 200 и предхождащо 202.
Двеста и един с арабски цифри се записва „201“, а с римски цифри – „CCI“. Числото 201 е съставено от три цифри от позиционните бройни системи – 2 (две), 1 (едно), 0 (нула).

## Общи сведения
- 201 е нечетно число.
- 201-вият ден от годината е 20 юли.
- 201 е година от Новата ера.